# Multilineáris forma
A lineáris algebrában egy {\displaystyle \omega } {\displaystyle p}-multilineáris forma egy {\displaystyle p} aritású függvény, ahol a változók {\displaystyle v_{i}\in V_{i},\;i\in \{1,\ldots ,p\}} vektorok az ugyanazon {\displaystyle K} test fölötti {\displaystyle V_{1},\ldots ,V_{p}} vektorterekből, és a függvény értéke skalár a {\displaystyle K} testből; továbbá minden változójában lineáris. Általánosabb esetben, amikor a képtér egy egynél magasabb dimenziós vektortér, vagy pedig vektorterek helyett modulusokról van szó, akkor multilineáris leképezésről beszélünk.

## Definíció
Egy
{\displaystyle {\begin{aligned}\omega :\ V_{1}\times \cdots \times V_{p}&\rightarrow K\\(v_{1},\ldots ,v_{p})\ &\mapsto \omega \left(v_{1},\dots ,v_{p}\right)\end{aligned}}}
leképezés multilineáris forma, ha minden {\displaystyle v_{j}\in V_{j},j\in \{1,\ldots ,p\}} és minden {\displaystyle i\in \{1,\ldots ,p\}} esetén teljesülnek a következő feltételek:
Minden {\displaystyle \lambda \in K} esetén 
{\displaystyle \omega \left(v_{1},\ldots ,\lambda \;v_{i},\ldots ,v_{p}\right)=\lambda \;\omega \left(v_{1},\ldots ,v_{i},\ldots ,v_{p}\right)}
és minden {\displaystyle w\in V_{i}} vektorra
{\displaystyle \omega \left(v_{1},\ldots ,v_{i}+w,\ldots ,v_{p}\right)=\omega \left(v_{1},\ldots ,v_{i},\ldots ,v_{p}\right)+\omega \left(v_{1},\ldots ,w,\ldots ,v_{p}\right)}.
A multilineáris leképezések {\displaystyle {\mathcal {J}}^{p}(V_{1},\ldots ,V_{p})} halmaza vektortér a {\displaystyle K} test fölött. Ha {\displaystyle V_{1}=\cdots =V_{p}=:V}, akkor  {\displaystyle {\mathcal {J}}^{p}(V):={\mathcal {J}}^{p}(V,\ldots ,V)}.

## Alternáló multilineáris formák
Egy {\displaystyle \omega \in {\mathcal {J}}^{p}(V)} multilineáris forma alternáló, ha értéke nulla, valahányszor két argumentuma megegyezik. Azaz
{\displaystyle \omega \left(\dots ,v,\dots ,v,\dots \right)=0}
minden {\displaystyle v\in V} vektorra. Az alternáló lineáris formák ferdén szimmetrikusak, ami azt jelenti, hogy tetszőleges két változót felcserélve előjelet vált, vagyis
{\displaystyle \omega \left(v_{1},\dots ,v_{i},\dots ,v_{j},\dots ,v_{p}\right)=-\omega \left(v_{1},\dots ,v_{j},\dots ,v_{i},\dots ,v_{p}\right)}
minden {\displaystyle v_{k}\in V,\;k\in \{1,\ldots ,p\}} és minden {\displaystyle i,j\in \{1,\ldots ,p\},\;i\neq j} esetén. A megfordítás csak akkor következik, ha a skalártest karakterisztikája 2-től különböző, így például {\displaystyle K=\mathbb {R} } esetén. Általánosabban, ha {\displaystyle \pi \in S_{p}} az indexek permutációja, akkor
{\displaystyle \omega \left(v_{\pi (1)},\dotsc ,v_{\pi (p)}\right)=\operatorname {sign} (\pi )\cdot \omega \left(v_{1},\dotsc ,v_{p}\right)},
ahol {\displaystyle \operatorname {sign} (\pi )} a permutáció előjele.
Az alternáló multilineáris formák {\displaystyle \Omega ^{p}(V)} halmaza a {\displaystyle {\mathcal {J}}^{p}(V)} vektortér altere. Egy fontos speciális eset a {\displaystyle \ p=\dim V}. Ekkor {\displaystyle \Omega ^{p}(V)} egydimenziós altér, melynek vektorai determinánsfüggvények.
Az összes {\displaystyle \Omega ^{p}(V),p=0,1,2,\ldots } által generált vektortéren algebra definiálható. Ez az algebra a Graßmann-algebra.

## Példák
- A lineáris formák pontosan az 1-multilineáris formák.
- A bilineáris formák pontosan a 2-multilineáris formák. Az antiszimmetrikus bilineáris formák alternálók is, ha a skalártest karakterisztikája különbözik 2-től.
- Ha {\displaystyle n} vektorból négyzetes mátrixot alkotunk, akkor a mátrix determinánsa alternáló, normált {\displaystyle n}-multilineáris forma. Például háromdimenziós vektorok esetén a mátrix determinánsa:

{\displaystyle \omega \left(v_{1},v_{2},v_{3}\right):=\det {\begin{pmatrix}v_{1x}&v_{2x}&v_{3x}\\v_{1y}&v_{2y}&v_{3y}\\v_{1z}&v_{2z}&v_{3z}\end{pmatrix}}}
alternáló 3-lineáris forma. A {\displaystyle v_{1},v_{2},v_{3}} vektorok koordinátákkal ábrázolva:
{\displaystyle v_{1}={\begin{pmatrix}v_{1x}\\v_{1y}\\v_{1z}\end{pmatrix}},\quad \quad v_{2}={\begin{pmatrix}v_{2x}\\v_{2y}\\v_{2z}\end{pmatrix}},\quad \quad v_{3}={\begin{pmatrix}v_{3x}\\v_{3y}\\v_{3z}\end{pmatrix}}}.
- A kovariáns tenzorok multilineáris formák, és ha a {\displaystyle V_{i}} vektorterek megegyeznek, azaz {\displaystyle V_{i}=V}, akkor a {\displaystyle p}-multilineáris formák {\displaystyle p}-edfokú kovariáns tenzorok. Ekkor a {\displaystyle p}-multilineáris formák teljesen antiszimmetrikus {\displaystyle p}-edfokú tenzorok.
- Egy differenciálforma egy differenciálható sokaság egy pontjához a hozzátartozó érintőtér egy alternáló multilineáris formáját rendeli.

## Lásd még
Forma (algebra)

## Fordítás
Ez a szócikk részben vagy egészben  a   Multilinearform című német Wikipédia-szócikk fordításán alapul.  Az eredeti cikk szerkesztőit annak laptörténete sorolja fel. Ez a jelzés csupán a megfogalmazás eredetét és a szerzői jogokat jelzi, nem szolgál a cikkben szereplő információk forrásmegjelöléseként.